# Procambarus penni
Procambarus penni är en kräftdjursart som beskrevs av Hobbs 1951. Procambarus penni ingår i släktet Procambarus och familjen Cambaridae. IUCN kategoriserar arten globalt som otillräckligt studerad. Inga underarter finns listade i Catalogue of Life.